# Fiestas de Versalles

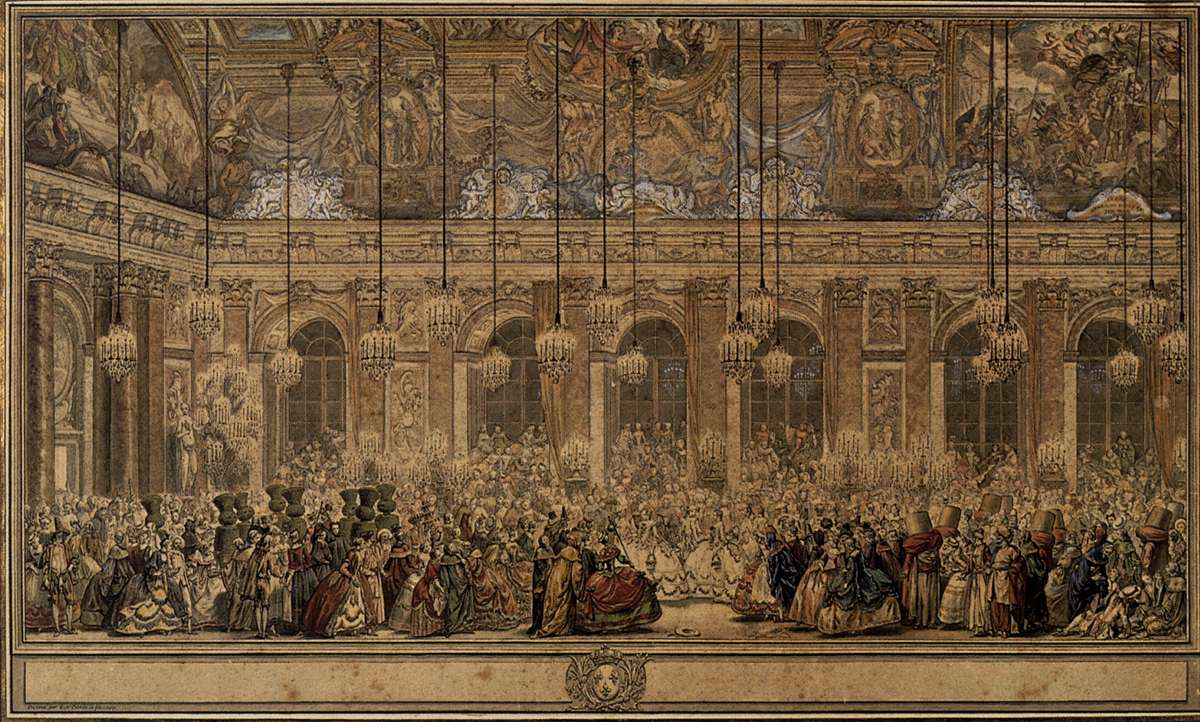
Bal masqué ("baile de máscaras") dado por Luis XV en la Galería de los Espejos con ocasión de la boda del Delfín Luis con la infanta María Teresa de España, en la noche del 25 al 26 de febrero de 1745. A la izquierda, los disfrazados de ifs, a la derecha los disfrazados de turcos.

Las fiestas de Versalles, festejos organizados a lo largo de la historia del palacio de Versalles, constituyen actos excepcionales en la historia del arte y de la escenificación del poder político. En los siglos XVII y XVIII, el palacio fue un lugar para la puesta en escena de la monarquía francesa, y formó el cuadro de diversiones fastuosas donde se desplegaban su grandeur ("grandeza", "magnificencia", "majestad") y décor ("decorado", "decoración", decorum), con la sobrecarga decorativa propia del estilo barroco.
En 1664, Luis XIV inauguró en Versalles la primera de una serie de fêtes, divertissements, plaisirs y réjouissances ("fiestas", "diversiones", "placeres" y "regocijos"). Su intención política quedó explicitada en sus Mémoires pour l'instruction du Dauphin ("Memorias para la instrucción del Delfín"). Aunque su diseño evolucionó hasta distanciarse mucho de las intenciones originales, la práctica de las fêtes continuó en los reinados posteriores (hasta los últimos años del reinado de Luis XVI) y a través de los cambios de régimen político, vinculando indisociablemente el barroco versallesco con el principio festivo. También la República francesa organiza en Versalles todo tipo de actos públicos y privados.

## Contexto histórico
En tanto que diversión principesca y escenografía del poder, las fiestas reales se remontan a la Antigüedad, siendo célebres las que celebraban los emperadores romanos, como Nerón en su Domus Aurea. Numerosas crónicas testimonian la persistencia de estas actividades en la Edad Media, destacando los fastos de la corte de Borgoña (féeries du Vœu du faisan), y las cortes italianas del Renacimiento, donde artistas, ingenieros y artesanos inventaron décors, máquinas escénicas y pirotecnias espectaculares para los Médicis florentinos o los Este de Ferrara. Por esa época, la corte de Francia desarrolló un consumado arte de la fête ("la fiesta"), notablemente bajo Enrique II, cuya pasión por Diane de Poitiers suscitó bals ("bailes"), divertissements ("diversiones") y carrousels ("carruseles").
Luis XIV fue el primer rey en codificar este ejercicio al diseñar de forma organizada un instrumento al servicio de su gloria. Su objetivo era doble: asecurarse una corte dócil y construirse una imagen que le sobreviviera. En 1661, a la edad de 23 años y cuando Versalles aún no estaba construido, detalló de forma precisa para el recién nacido Grand Dauphin ("Gran Delfín", el título tradicional de heredero de la corona), las razones que llevan a un soberano a organizar fiestas:

Cette société de plaisirs, qui donne aux personnes de la Cour une honnête familiarité avec nous, les touche et les charme plus qu'on ne peut dire. Les peuples, d'un autre côté, se plaisent au spectacle où, au fond, on a toujours pour but de leur plaire ; et tous nos sujets, en général, sont ravis de voir que nous aimons ce qu'ils aiment, ou à quoi ils réussissent le mieux. Par là nous tenons leur esprit et leur cœur, quelquefois plus fortement peut-être, que par les récompenses et les bienfaits ; et à l'égard des étrangers, dans un État qu'ils voient d'ailleurs florissant et bien réglé, ce qui se consume en ces dépenses qui peuvent passer pour superflues, fait sur eux une impression très avantageuse de magnificence, de puissance, de richesse et de grandeur […]

La vida de la corte se perpetuó bajo los reinados de Luis XV y Luis XVI, favorecida por la estabilidad política. Los últimos años del reinado de Luis XVI se caracterizaron por las dificultades financieras debidas a la guerra; pero ello no fue impedimento para que siguieran dándose costosas fiestas por el rey y la reina, hasta en vísperas de la Revolución francesa de 1789.

## Fiestas del reinado de Luis XIV

### Les Plaisirs de l'Île enchantée(mayo de 1664)
Aunque los trabajos de engrandecimiento del antiguo château no comenzaron hasta  1662, Luis XIV dio su primera gran fiesta para un público restringido: Les Plaisirs de l’Île enchantée ("los placeres de la isla encantada"). Oficialmente dedicados a Ana de Austria y María Teresa de Austria, no tuvieron en realidad más objeto que celebrar las relevailles de Mademoiselle de La Vallière y presentar a la corte de Francia a la amante oficial del rey. Duraron una semana, del 7 al 13 de mayo. Su título se inspiró en un episodio del Orlando furioso de Ariosto, en el que la hechicera Alcina retiene como prisioneros al caballero Roger y sus compañeros en su isla. Durante la semana del festejo, antes de dejar Versalles para ir al palacio de Fontainebleau, se ofreció a la corte una sucesión de diversiones que incluyeron carrousel, course de bague, de têtes, théâtre, ballet, feu d'artifice, collations, promenades, loterie...
Los dos principales organizadores fueron Molière y Lully. El acontecimiento fue objeto de numerosas relaciones y de los grabados de Israël Sylvestre, que llevaron las noticias de los fastos versalleses por toda Europa.
| Fecha      | Lugar                    | Actos                                                                         |
| ---------- | ------------------------ | ----------------------------------------------------------------------------- |
| 7 de mayo  | Entrée de l'Allée royale | Carrousel, courses de bague, ballet, collation                                |
| 8 de mayo  | Milieu de l'Allée royale | La Princesse d'Élide, comédie galante mêlée de musique et d'entrées de ballet |
| 9 de mayo  | futur Bassin d'Apollon   | Ballet et feu d'artifice                                                      |
| 10 mai     | Fossés du château        | Courses de têtes                                                              |
| 11 de mayo | Ménagerie                | Promenade                                                                     |
|            | Vestibule du château     | Les Fâcheux, comédie                                                          |
| 12 de mayo | Fossés du château        | Courses de têtes                                                              |
|            | Château                  | Loterie                                                                       |
|            | Vestibule du château     | Tartuffe (3 actes), comédie                                                   |
| 13 de mayo | Fossés du château        | Courses de têtes                                                              |
|            | Vestibule du château     | Le Mariage forcé, comédie                                                     |

### Grand divertissement royal(1668)
El 18 de julio Luis XIV dio una fiesta para celebrar el tratado de Aquisgrán (1668) y la conquista del Franco Condado. Conocido con el nombre de Grand Divertissement royal ("gran diversión real"), el acontecimiento solo duró una soirée según el livret publicado.
La fiesta se desarrolló siguiendo un recorrido que, partiendo del palacio, condujo a la corte a través de los jardines, donde se sucedieron una colación en el bosquet de l'Étoile, una obra escénica sobre un teatro efímero (en el emplazamiento del futuro bassin de Saturne), un festín (en el emplazamiento del futuro bassin de Flore), un baile (en el emplazamiento del futuro bassin de Cérès) y unos fuegos artificiales arrojados desde las bombas del estanque de Clagny.
La atracción principal fue la comédie en musique de Molière y Lully, George Dandin ou le Mari confondu, con ballets a cargo de Pierre Beauchamp. Este género de espectáculo, nuevo en Francia, necesitaba más de cien bailarines. Tapicerías y candelabros de cristal adornaban la escena. Mil doscientas personas se sentaron en las gradas, y trescientos en el parterre. De esta comédie-ballet, André Félibien escribió: On peut dire que dans cet ouvrage le sieur Lully a trouvé le secret de satisfaire et de charmer tout le monde ; car jamais il n'y a rien eu de si beau ni de mieux inventé.

### Divertissements de Versailles(1674)
Este conjunto de seis jornadas de fiestas fue descrito por Félibien. Las "diversiones" ( divertissements) se sucedieron entre el 4 de julio y el 31 de agosto, y celebraron la reconquista del Franco Condado. Lully dio en concierto su pieza L'Églogue de Versailles y de Moliere, muerto el año anterior, se puso en escena El enfermo imaginario. En el último divertissement de nuit ("diversión nocturna"), el 31 de agosto, los parterres, terrasses, degrés y el Gran Canal de Versalles se iluminaron aux flambeaux y el rey, la reina y toda la corte embarcaron en góndolas enviadas como regalo por el Dogo de Venecia.
| Fecha        | Lugar                           | Actos                                          |
| ------------ | ------------------------------- | ---------------------------------------------- |
| 4 de julio   | Bosquet du Marais               | Collation en musique                           |
|              | Cour de marbre                  | Alceste, tragédie lyrique                      |
|              | Château                         | Médianoche                                     |
| 11 de julio  | Trianon                         | L'Églogue de Versailles                        |
|              | Bosquet de la Salle des Festins | Souper                                         |
| 19 de julio  | Ménagerie                       | Collation                                      |
|              | Grand Canal                     | Promenade en gondole                           |
|              | Grotte de Thétis                | Le Malade imaginaire, comédie-ballet           |
| 28 de julio  | Bosquet du Théâtre d'eau        | Collation                                      |
|              | Allée du Dragon                 | Les Festes de l'Amour et de Bacchus, pastorale |
|              | Grand Canal                     | Feu d'artifice                                 |
|              | Cour de marbre                  | Médianoche en musique                          |
| 18 de agosto | Bosquet de la Girandole         | Collation en musique                           |
|              | Orangerie                       | Iphigénie, tragédie                            |
|              | Grand Canal                     | Feu d'artifice à machines                      |
| 31 de agosto | Grand Canal                     | Illumination                                   |
|              | Grand Canal                     | Promenade en gondole                           |

### Boda del Duque de Borgoña (1697)
Con motivo de la boda del Duque Luis.

## Fêtesyréjouissancesde la corte en elsigloXVIII

### Fiestas del reinado de Luis XV

#### Le bal des ifs
El bal des ifs fue un bal masqué ("baile de máscaras") que el rey Luis XV dio en la noche del 25 al 26 de febrero de 1745 en Versalles, con ocasión de la boda del Delfín Luis con su prima, la infanta de España María Teresa de Borbón. Fue en esta fiesta donde el rey conoció a la futura marquesa de Pompadour.

### Fiestas del reinado de Luis XVI y María Antonieta
Tras la coronación de Luis XVI en 1774, se organizó una fiesta con motivo de la boda de Madame Clotilde en 1775. 
Durante las fiestas se bailaba, entre otros bailes, la contredanse. 
La reina María Antonieta organizaba fiestas en Trianon : 

Quelques fêtes somptueuses permettent à un nombre plus considérable de courtisans de venir à Trianon : ainsi en est-il à l'occasion de la seconde réception de Joseph II, en 1781. Il avait fallu des billets d'invitation pour pénétrer dans les jardins. Autres brillantes réceptions en l'honneur du futur tsar Paul Ier en 1782, du roi Gustave de Suède en 1784. Journées exceptionnelles. (...)

## Fiestas de la República francesa

### Privadas
Toda institución, asociación, empresa o particular cuya fortuna se lo permita, puede hoy en día organizar una fiesta privada en el palacio de Versalles. El Établissement public du château, du musée et du domaine national de Versailles ha dispuesto un service des manifestations évènementielles ("servicio de acontecimientos") que facilita a demanda el uso de salas y galería, incluidas la capilla y la ópera real, y organiza el uso de la hidráulica (Grandes eaux) y de fuegos artificiales. En la galería de las batallas, de 120 metros de largo, se organizan comidas y cócteles con cabida para 600 a 800 personas. En la mayor de las salas de las Cruzadas entre 180-200 para una comida o 300-400 para un cóctel; en la galerie des Cotelle del Grand Trianon, abierta sobre los jardines, con capacidad para 250 a 400 personas, se organizan conciertos de música de cámara; en la Orangerie, de 156 metros de largo, se han organizado soirées y bailes hasta para 2500 personas; en la capilla real, que en la actualidad tiene cuatro organistas titulares (Michel Bouvard, Frédéric Desenclos, François Espinasse y Jean-Baptiste Robin) y un centro de música barroca, se organizan conciertos privados para audiencias hasta de 450 personas; en la ópera real con 600 localidades, se organizan soirées de música, danza, teatro u ópera.